# 布雷佐维察市镇

布雷佐维察区於斯洛維尼亞的位置

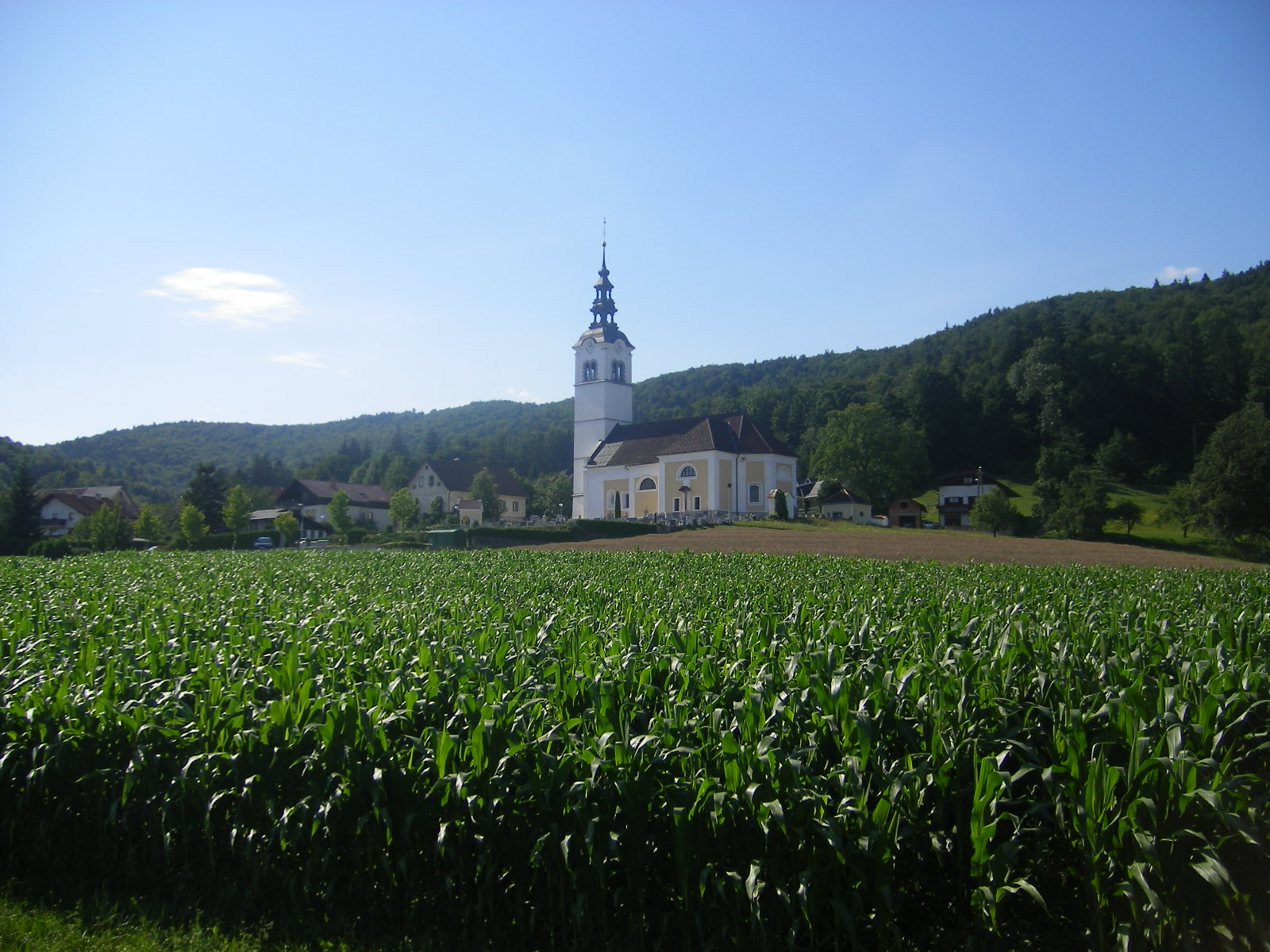
布雷佐维察

布雷佐维察市镇，是斯洛文尼亞中部的一個市镇，行政中心为盧布爾雅那附近布雷佐維察。屬於中斯洛維尼亞統計區。市镇面積为91.2平方公里，2002年人口数量为9334人。人口密度約100人/km2。

## 外部連結
- 维基共享资源上的相關多媒體資源：布雷佐维察市镇
- 官方网站  （斯洛文尼亚文）
- Municipality of Brezovica at Geopedia.si （页面存档备份，存于）